# イーディーピー 〜飛んで火に入る夏の君〜
「イーディーピー ～飛んで火に入る夏の君～」（イーディーピー ～とんでひにいるなつのきみ～）は、RADWIMPSが2006年1月18日にリリースした、メジャー2枚目、通算5枚目のシングルである。

## 概要
メジャーデビューシングルとなった前作「25ｺ目の染色体」より約1ヶ月余りでのリリースとなった。

## ミュージック・ビデオ
イーディーピー ～飛んで火に入る夏の君～
監督：島田大介
アルバムバージョンで製作されている。おもちゃのバットを持った女の子が地面や建物を破壊していくというシュールな内容。
ミュージックビデオ集『RADWIMPS4.5』（2007年2月7日発売）に収録され、2009年7月1日にYouTubeで公開された。

## 収録内容
| 全作詞・作曲: 野田洋次郎、全編曲: RADWIMPS。 |                                             |            |            |      |
| #                                            | タイトル                                    | 作詞       | 作曲・編曲 | 時間 |
| 1.                                           | 「イーディーピー ～飛んで火に入る夏の君～」 | 野田洋次郎 | 野田洋次郎 | 2:44 |
| 2.                                           | 「ささくれ」                                | 野田洋次郎 | 野田洋次郎 | 4:58 |
| 合計時間:                                    | 合計時間:                                   | 7:42       |            |      |

## 楽曲詳細
1. イーディーピー ～飛んで火に入る夏の君～
曲名のE.D.P（イーディーピー）に特に意味はなく、何の略かあとで考えようと思ったら色々出てきたので、聴いた人が自由に考えてくれればいいとのこと（例：江戸プリン、えくぼだってプリンプリン、オードパルファン等）。
歌詞の中にドンキーコング・E.T.・ハンプティ・ダンプティなどが出てくる。
野田曰く、“わけが分からない曲を作ろう”というコンセプトで始まったが、いまいちピンとこなく、イントロや間奏などをばっさり抜いたところ、結果2分台の曲になってしまった。
漫才コンビかまいたちの出囃子である。
2. ささくれ

## タイアップ
イーディーピー ～飛んで火に入る夏の君～
TBS系『COUNT DOWN TV』 2006年1月度 オープニング・テーマ

## 参加ミュージシャン

### RADWIMPS
野田洋次郎 - Vocal & Guitar
桑原彰 - Guitar & Chorus
武田祐介 - Bass & Chorus
山口智史 - Drums & Chorus